# 7人制ラグビー男子ジョージア代表
7人制ラグビー男子ジョージア代表（7にんせいラグビーだんしジョージアだいひょう、グルジア語: საქართველოს მორაგბეთა ეროვნული შვიდკაცა ნაკრები）は、国際大会に派遣される7人制ラグビーの男子ジョージア代表チームである。7人制ラグビー男子ジョージア代表は、ワールドラグビーおよびラグビーヨーロッパの加盟団体であるジョージアラグビー協会が管轄している。7人制ラグビーでジョージア代表となるためには、原則として両親または祖父母がジョージア出身であるか、ジョージア国内で一定期間以上居住し生活を営んでいる必要がある。かつ、他国の15人制ラグビーおよび7人制ラグビーでの代表経験がない選手のみが、ジョージア代表になることができる。

## 歴史
1988年、トビリシのヴァキス競技場において、ジョージアで最初の7人制ラグビー大会が開催された。2001年、7人制ジョージア代表はアルゼンチンで開催されたワールドカップセブンズに初出場した。同大会において、ジョージア代表はプールステージ5試合で2勝3敗の4位となり、プレートトーナメントに進出。プレートトーナメントでは準々決勝で韓国を24–9で破り、準決勝ではウェールズを17–10で下した。決勝では同じく初出場のロシアと対戦したが12–24で敗れ、プレート準優勝となった。
2005年の香港大会では24か国中、ロシア代表と並んで11位の成績となった。同大会はフィジー代表が優勝した。ジョージアはワールドラグビーセブンズシリーズに第1回から参加したが、コアチームに定着できずにいる。ジョージアはまた、セブンズグランプリシリーズにも出場している。

## 大会

### 夏季オリンピック
| 年   | ラウンド  | 順位     | 試       | 勝       | 負       | 分       |
| ---- | --------- | -------- | -------- | -------- | -------- | -------- |
| 2016 | 予選敗退  | 予選敗退 | 予選敗退 | 予選敗退 | 予選敗退 | 予選敗退 |
| 計   | 優勝 0 回 | 0/0      | -        | -        | -        | -        |

### ワールドカップ
| 年   | ラウンド           | 順位     | 試       | 勝       | 負       | 分       |
| ---- | ------------------ | -------- | -------- | -------- | -------- | -------- |
| 1993 | 出場なし           | 出場なし | 出場なし | 出場なし | 出場なし | 出場なし |
| 1997 | 出場なし           | 出場なし | 出場なし | 出場なし | 出場なし | 出場なし |
| 2001 | プレート準優勝     | 10       | 8        | 4        | 4        | 0        |
| 2005 | プレート準決勝敗退 | 11       | 7        | 2        | 4        | 1        |
| 2009 | ボウル準々決勝敗退 | 21       | 4        | 0        | 4        | 0        |
| 2013 | ボウル準決勝敗退   | 19       | 5        | 1        | 4        | 0        |
| 2018 | 出場なし           | 出場なし | 出場なし | 出場なし | 出場なし | 出場なし |
| 計   | 優勝 0 回          | 0/0      | 24       | 7        | 16       | 1        |

### セブンズシリーズ
| 年        | 順位     | ポイント | 会       | 試       | 勝       | 負       | 分       |
| --------- | -------- | -------- | -------- | -------- | -------- | -------- | -------- |
| 1999–2000 | 10       | 12       | 3        | 13       | 3        | 10       | 0        |
| 2000–2001 | 14       | 4        | 4        | 19       | 6        | 13       | 0        |
| 2001–2002 | 16       | 0        | 3        | 16       | 3        | 13       | 0        |
| 2002–2003 | 14       | 4        | 3        | 11       | 5        | 5        | 1        |
| 2003–2004 | 15       | 0        | 3        | 17       | 5        | 12       | 0        |
| 2004–2005 | 14       | 0        | 2        | 11       | 3        | 8        | 0        |
| 2005–2006 | 出場なし | 出場なし | 出場なし | 出場なし | 出場なし | 出場なし | 出場なし |
| 2006–2007 | 18       | 0        | 2        | 10       | 1        | 9        | 0        |
| 2007–2008 | 出場なし | 出場なし | 出場なし | 出場なし | 出場なし | 出場なし | 出場なし |
| 2008–2009 | 17       | 0        | 4        | 20       | 0        | 20       | 0        |
| 2009–2010 | 出場なし | 出場なし | 出場なし | 出場なし | 出場なし | 出場なし | 出場なし |
| 2010–2011 | 出場なし | 出場なし | 出場なし | 出場なし | 出場なし | 出場なし | 出場なし |
| 2011–2012 | 出場なし | 出場なし | 出場なし | 出場なし | 出場なし | 出場なし | 出場なし |
| 2012–2013 | 出場なし | 出場なし | 出場なし | 出場なし | 出場なし | 出場なし | 出場なし |
| 2013–2014 | 出場なし | 出場なし | 出場なし | 出場なし | 出場なし | 出場なし | 出場なし |
| 2014–2015 | 出場なし | 出場なし | 出場なし | 出場なし | 出場なし | 出場なし | 出場なし |
| 2015–2016 | 出場なし | 出場なし | 出場なし | 出場なし | 出場なし | 出場なし | 出場なし |
| 2016–2017 | 出場なし | 出場なし | 出場なし | 出場なし | 出場なし | 出場なし | 出場なし |
| 2017–2018 | 出場なし | 出場なし | 出場なし | 出場なし | 出場なし | 出場なし | 出場なし |
| 2018–2019 | 出場なし | 出場なし | 出場なし | 出場なし | 出場なし | 出場なし | 出場なし |
| 2019–2020 | 出場なし | 出場なし | 出場なし | 出場なし | 出場なし | 出場なし | 出場なし |
| 計        | 0/0      | 20       | 24       | 117      | 26       | 90       | 1        |

## 直近大会の代表スコッド
1. ズラブ・ズネラゼ（ロコモティヴィ・トビリシ）
2. ニコロズ・アプツィアウリ（英語版）（コチェビ・ボルニシ）
3. アンゾル・シチナヴァ（英語版）（アカデミー）
4. レヴァン・ゴロラシュヴィリ（英語版）（コチェビ・ボルニシ）
5. シャヴレグ・マハラシュヴィリ（英語版）（コチェビ・ボルニシ）
6. イラクリ・ゲゲナヴァ（英語版）（コチェビ・ボルニシ）
7. ギオルギ・シュキニン（英語版）（ロコモティヴィ・トビリシ）
8. バフヴァ・コバヒゼ（英語版）（バツミ）
9. マシュー・ジャンニー（英語版）（オックスフォード大学）
10. ウラジミール・ミミノシュヴィリ（英語版）（バツミ）
11. ダヴィト・ロサベリゼ（英語版）（AIAクタイシ）
12. ジョセフ・キクヴィゼ（英語版）（AIAクタイシ）